# 史丹利·必沃特

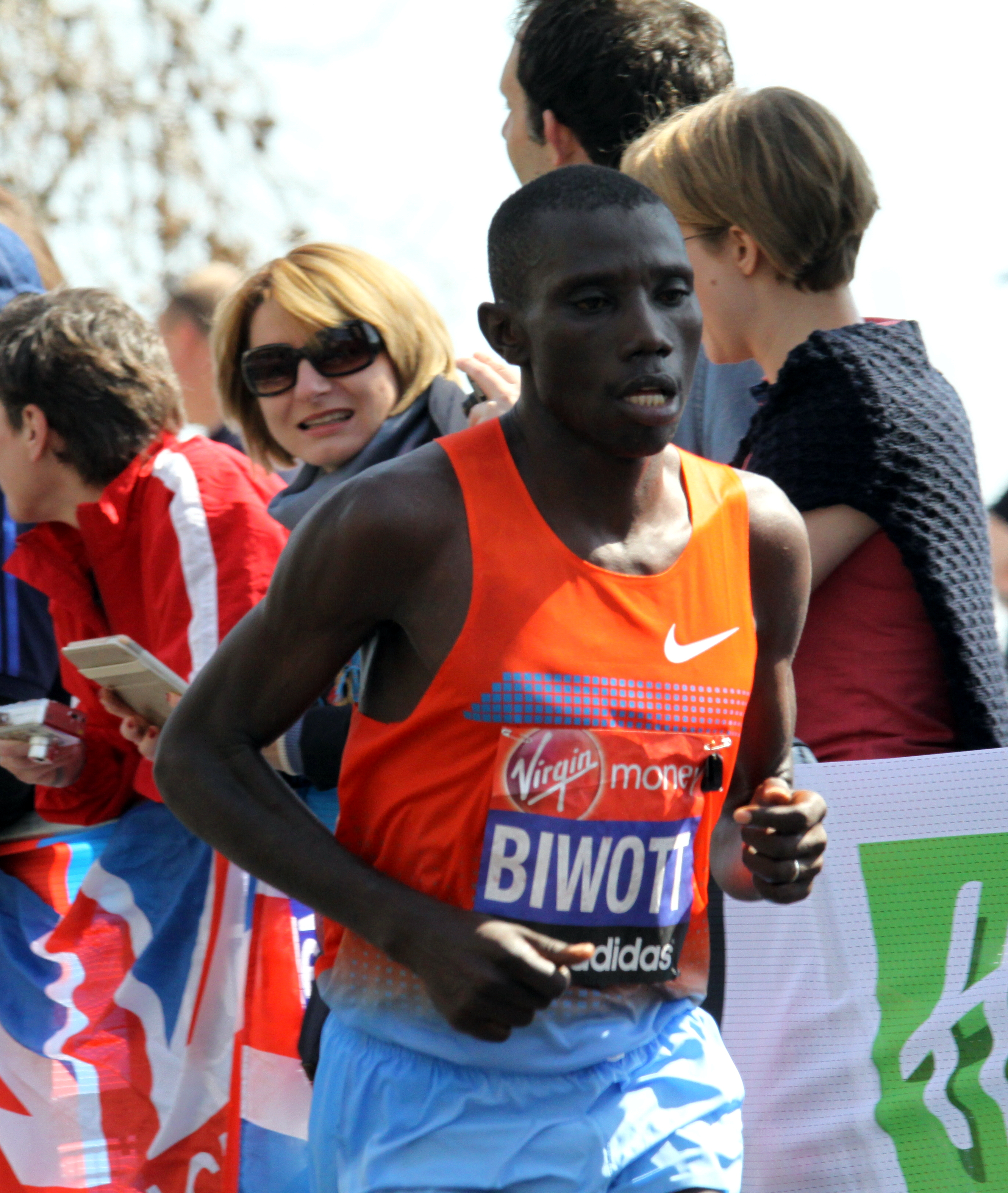
史丹利·必沃特，攝於2013年，倫敦馬拉松。

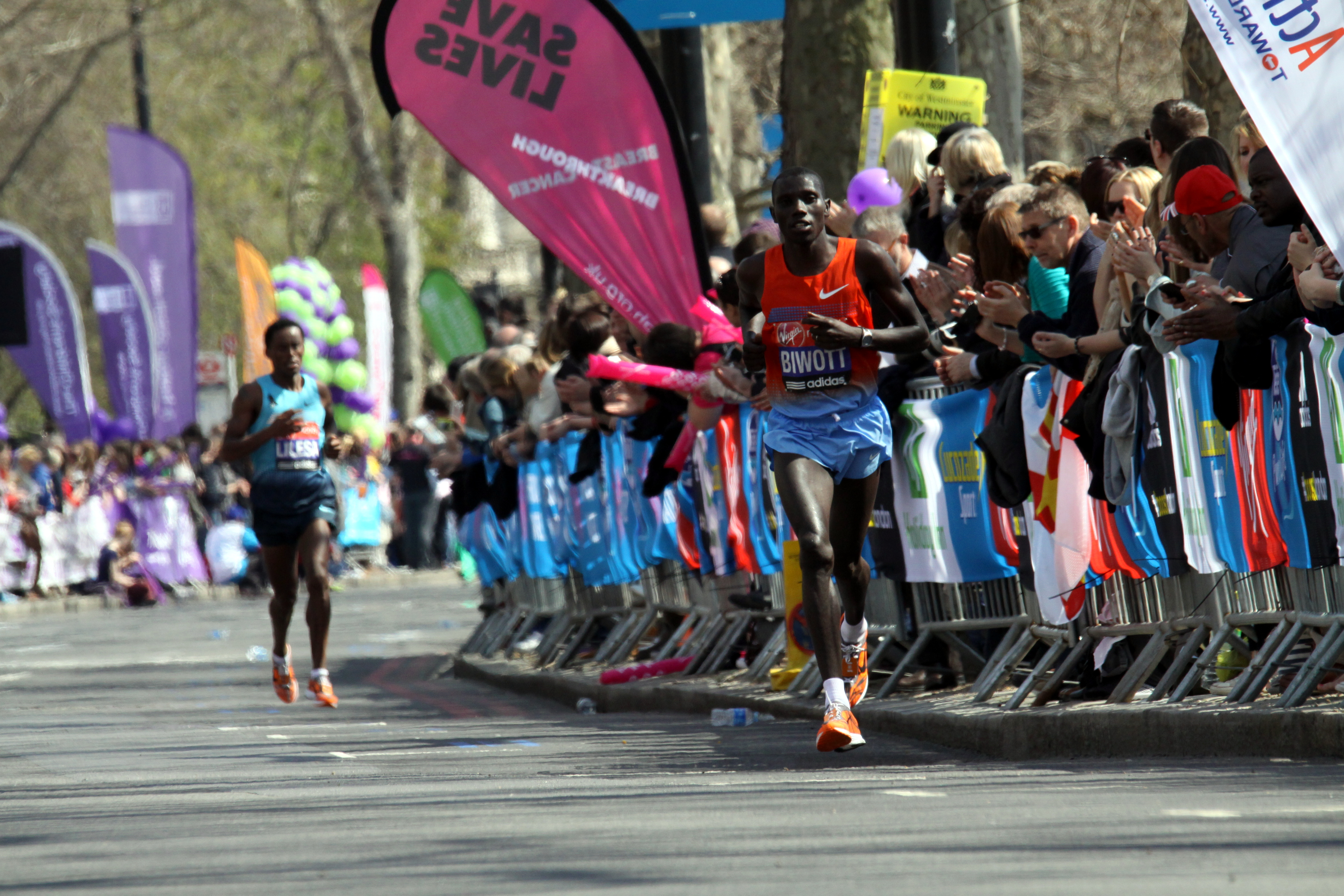
史丹利·必沃特，攝於2013年，倫敦馬拉松。

史丹利·必沃特（英語：Stanley Kipleting Biwott，1986年4月21日—）是一位肯亞長跑運動員，主要參加半馬和馬拉松競賽。他在2012年的巴黎馬拉松中創下2時5分11秒的紀錄並奪得金牌，而半馬的最佳紀錄則是58分56秒。

## 職業生涯
史丹利·必沃特從2006年開始隨著義大利教練Claudio Berardelli一起訓練，並在那一年的義大利馬拉松中獲得第七名，他在次年二月的羅馬-奧斯蒂亞半馬賽中擔任領跑者，並以1時1分20秒的成績奪得第三名，僅次於本森·巴魯斯和喬納森·科斯奇·科科里爾。
2009年，必沃特前往巴西，在潘普利亞瀉湖國際賽中獲得第六名，並在西爾維斯特公路賽中獲得第七名，在聖保羅馬拉賽中，他以2時11分19秒的成績獲得了第一面馬拉松金牌，這個成績也創下南美洲的最佳紀錄。

## 外部連結
- 史丹利·必沃特在的頁面